# Robin DR400
Il Robin DR400 è un aereo da turismo monomotore prodotto dall'azienda francese Avions Pierre Robin, ora APEX Aircraft.
Il progetto è nato nel 1972 dalla rielaborazione della gamma DR300 (DR sono le iniziali di Jean Délémontez e Pierre Robin). Lo troviamo con potenze simili al suo predecessore, i diversi modelli variano soprattutto nella motorizzazione, l'abitacolo resta identico. I modelli poco potenti, fino a 120 hp, sono detti « 2+2 », questo significa 2 adulti e 2 bambini (o 3 adulti), gli altri sono tutti quadriposto, il 180 hp porta senza problemi 4 passeggeri, il pieno di carburante e qualche bagaglio.
La tipologia costruttiva si avvaleva di una tecnica, consistente in una struttura in legno e tela per la fusoliera e l'ala bassa a doppio diedro, quest'ultima scelta per consentire una eccellente visibilità. L'ala è di tipo "Jodel" (dal nome dell'azienda che usava questo tipo di semiala "piegata": la Société Avions Jodel), molto caratteristica. Il DR400 è dotato di un carrello triciclo. Inoltre utilizza lo stabilatore invece del sistema stabilizzatore+equilibratore, molto più comune. (Il che significa che la parte orizzontale della coda, che serve a controllare l'assetto, è costruita in un pezzo unico mobile, e non con una parte fissa e una mobile).
Attualmente è ancora molto presente in molti aereo-club europei, specialmente in Francia. Buon aereo utilizzato sia per voli scuola sia per viaggi.
Inoltre è uno degli aerei più utilizzati per il traino di alianti grazie alla leggerezza e alla potenza.

## Versioni
- DR400-108 Cadet : motorizzato con un Lycoming O-235-A3A da 108 CV
- DR400-120 Dauphin : 2+2 dotato di Lycoming O-235-L2A da 112 hp)
- DR400-140 Major : dotato di motorizzazione Lycoming O-320-E2A da 140 hp
- DR400-140B Dauphin 4 : dotato di Lycoming O-320-D2A da 160 hp
- DR400-160 Major (o Chevalier): dotato di Lycoming O-320-D2A da 160 hp
- DR400-180 Régent : dotato di motorizzazione Lycoming O-360-A3A da 180 hp
- DR400-180R Remorqueur : stessa motorizzazione del DR400-180
- DR400-135CDI (motore diesel Centurion Thielert da 135 hp